# Stazione di Vigna di Valle
La stazione di Vigna di Valle è la fermata ferroviaria a servizio della omonima frazione del comune di Bracciano. La fermata è ubicata lungo la ferrovia Roma-Capranica-Viterbo ed è servita dalla linea regionale FL3.

## Storia
La fermata venne attivata il 1º maggio 1913.

## Strutture e impianti
La fermata dispone di un fabbricato, che non ospita alcun servizio viaggiatori. È servita da un solo binario ed è sprovvista di biglietteria: per acquistare i titoli di viaggio bisogna recarsi al bar poco distante.
Nel dicembre 2009 è stato eliminato il passaggio a livello, con la realizzazione di un sottopassaggio pedonale, praticabile anche dai disabili tramite un montacarichi, accanto alla stazione e uno carrabile a circa 300 metri. fuori alla nuova stazione

### Raddoppio e trasformazione in stazione
In un futuro prossimo, con i lavori di raddoppio della linea ferroviaria nel tratto Cesano-Vigna di Valle. La fermata attuale sarà spostata verso sud, posizionandosi al confine tra Bracciano e Anguillara Sabazia, all'inizio della Strada Provinciale 11/b, dove si trasformerà in una stazione dotata di 5 binari e diventerà un capolinea di vitale importanza per la linea, consentendo un significativo aumento dell'offerta di servizi. La stazione disporrà di un ampio parcheggio, composto da un totale di 289 posti auto, di cui 6 saranno riservati ai veicoli con il contrassegno per disabili. Inoltre, all'interno del fabbricato viaggiatori verrà realizzato un apposito parcheggio per biciclette.
L'attuale fabbricato viaggiatori sarà demolito non appena la nuova stazione prenderà servizio.

## Movimento
Nella fermata fermano i treni regionali per Roma Tiburtina e Bracciano. A Vigna di Valle ferma anche un ristretto numero di treni per/da Viterbo.
La tipica offerta nelle ore di morbida dei giorni lavorativi è di un treno ogni ora per Roma Tiburtina e uno per Bracciano. Nei giorni festivi e nel periodo estivo, nelle ore pomeridiane, l'offerta diminuisce.